# 齊藤隆 (政治家)
齊藤 隆（さいとう たかし、1964年3月8日 - 2012年2月6日）は、日本の政治家。元千葉県横芝光町長。

## 人物
千葉県立旭農業高等学校、千葉県立農業大学校本科・研究科卒業。
大学校卒業後の1986年にカネコ種苗へ入社したのち、1996年7月よりブドウ園の齊藤果樹園を経営。
2003年5月に山武郡横芝町議会議員に初当選。匝瑳郡光町との合併後、山武郡横芝光町議会議員も2007年3月より一期務めた。
2010年4月に町長選挙に出馬。前年より再選準備を進めてきた現職の佐藤晴彦に対し、告示1か月前の表明と出遅れたが、光町の元町長・斎藤譲ら旧光町の有力者の支持を背景に旧光町の住民からの票を集め、また、合併後の町政運営の是非を問いたことで批判票をも取り込んだ。旧町同士の争いの側面が色濃く出て、結果的に現職の佐藤を破り、山武郡横芝光町の第2代町長に就任した。
2012年2月6日午前1時25分頃、齊藤の妻が「夫が暴れている」と119番通報。齊藤は自宅で暴れるなどしたのちに、カッターナイフを持って自宅東側を流れる栗山川に身投げし、父親からの制止を振り切り、カッターナイフで自らの首を何度も切り付けた。病院に搬送されたが、午前4時5分、死亡が確認された。死因は失血か低体温症と見られる。齊藤の死後、横芝光町長は佐藤が再任している。